# Hugo de Payns

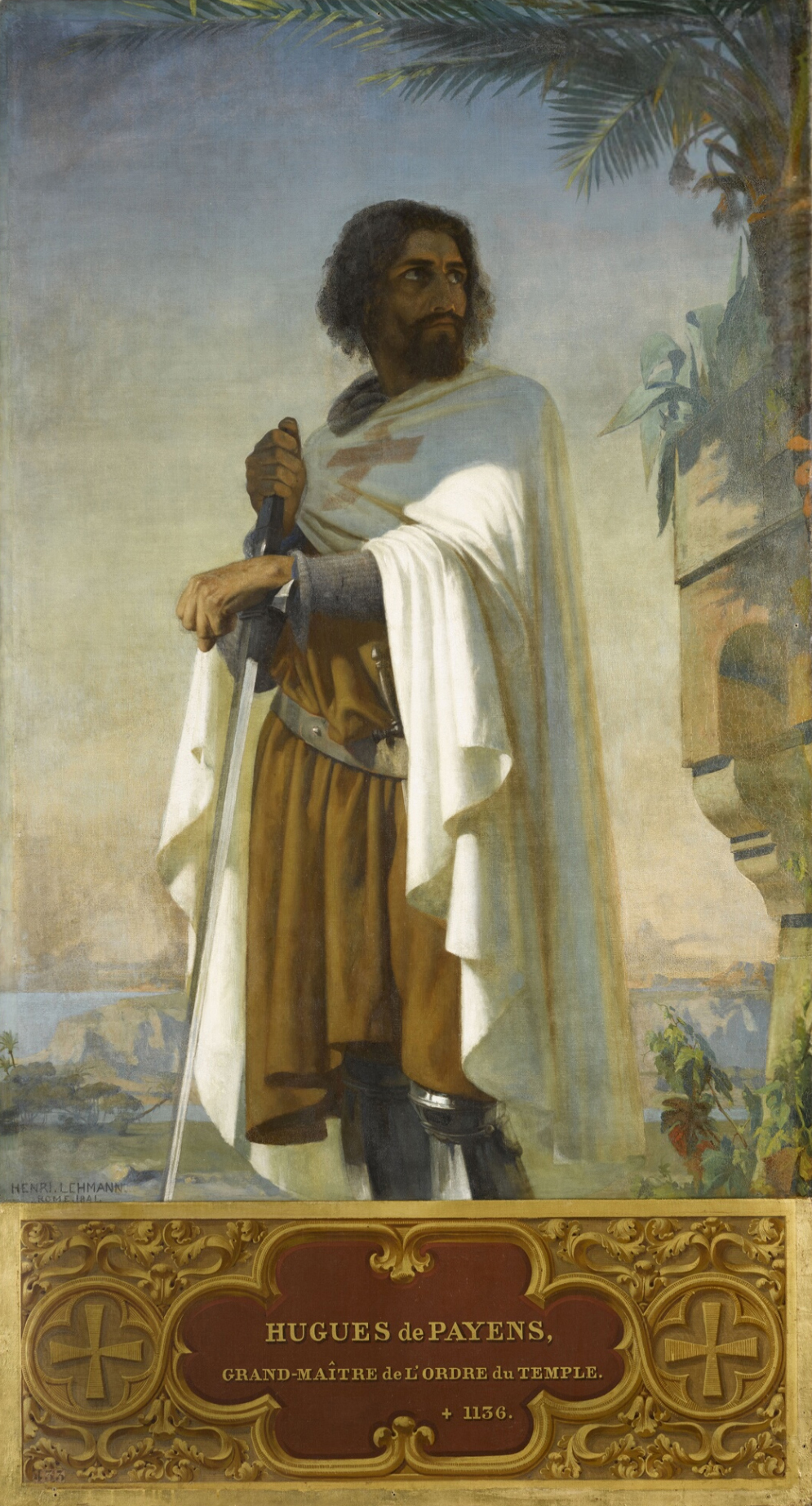
Hugo de Payns. Pintura del siglo XIX. Palacio de Versalles.

Hugo de Payns o Payens (castillo de Payns, cerca de Troyes, Francia 9 de febrero de 1070-Reino de Jerusalén, 24 de mayo de 1136) fue el fundador y primer maestro de los Caballeros templarios y uno de los primeros nueve caballeros. En asociación con Bernardo de Claraval, creó la Regla latina, el código de conducta de la Orden.

## Biografía
Hijo de Gautier de Montigny y nieto de Hugo I, Señor de Payns, su infancia y su juventud se ven influidas por el ambiente de reforma religiosa que se desarrolla en la Champaña y que dará figuras de la talla de san Roberto de Molesmes, fundador de las abadías de Molesmes y Cîteaux, o la de san Bernardo de Claraval, impulsor de la reforma del cister y mentor eclesiástico de la misma Orden del Temple.
De la ferviente pasión religiosa de Hugo II de Payns es muestra su breve paso como monje por la abadía de Molesmes, tras la muerte de su primera esposa Emelina de Touillon, con la que se había desposado hacia el 1090. Fruto de este matrimonio nació su hija Odelina, futura señora de Ervy.
Vasallo fiel del conde Hugo I de Champaña, Hugo II de Payns abandona los hábitos y a partir del año 1100 se integra plenamente como uno de los principales miembros de la Corte champañesa, uniendo en su persona el señorío de Montigny y el de Payns.
Es muy probable que Hugo II de Payns realizara su primer viaje a Tierra Santa junto al conde de Champaña en 1104-1107. Tras regresar de este, y para ayudar a consolidar las pretensiones políticas de su señor, casó en segundas nupcias con Isabel de Chappes (entre 1107 y 1111), perteneciente a una de las familias más importantes del sur de la Champaña. Del matrimonio nacieron cuatro hijos: Teobaldo, futuro Abad de Santa Colombe de Sens; Guido Bordel de Payns, heredero del señorío; Guibuin, vizconde de Payns, y Herberto, llamado el ermitaño. Sin embargo, la pasión religiosa que sentía le llevó a tomar votos de castidad en 1119 y a partir nuevamente a Tierra Santa, donde creó, un año más tarde, la que llegaría a ser la Orden Militar más importante de la Cristiandad: La Orden del Temple.
Se afirma[cita requerida] que los otros caballeros eran Godofredo de Saint-Omer, Payen de Montdidier, Archambaudo de Saint Agnan, Andrés de Montbard (tío materno de San Bernardo de Claraval), Godofredo Bison, y otros dos de los que solo se conoce su nombre, Rolando y Gondamero. Se desconoce el nombre del noveno caballero, aunque hay quien piensa que pudo ser Hugo, conde de Champaña.
En 1127 Hugo II de Payns regresa a Europa acompañado por Godofredo de Saint-Omer, Payen de Montdidier, y dos hermanos más, de nombre Raúl y Juan, con el fin de reclutar nuevos miembros para la Orden, tomar posesión de las numerosas donaciones que habían sido otorgadas a esta y para organizar las primeras encomiendas de la Orden en Occidente (casi todas ellas en la región de la Champaña). Así pues, Hugo inicia un periplo que le lleva por Roma - a fin de solicitar del papa Honorio II un reconocimiento oficial de la Orden y la convocatoria de un concilio que debatiera el asunto - la Champaña (otoño de 1127); Anjou y Poitou (abril y mayo de 1128), Normandia, Inglaterra y Escocia (verano de 1128) y Flandes (otoño de 1128). 
Hugo y sus compañeros regresan en enero de 1129 a la Champaña para tomar parte en el Concilio de Troyes, un concilio de la Iglesia católica, que se convocó en la ciudad francesa el 13 de enero de 1129, con el principal objeto de reconocer oficialmente a la Orden del Temple. En dicho concilio estuvieron presentes: el cardenal Mateo de Albano (representante del Papa); el arzobispo de Reims y el de Sens; diez obispos; ocho abades cistercienses de las abadías de Vézelay, Cîteaux, Clairvaux (que en este caso no era otro sino San Bernardo), Pontigny, Troisfontaines y Molesmes; y algunos laicos entre los que destacan Teobaldo II de Champaña, el conde de Campaña, André de Baudemont, el senescal de Champaña, el conde de Nevers y un cruzado de la campaña de 1095.
Hugo de Payns relató en este concilio los humildes comienzos de su obra, que en ese momento solo contaba con nueve caballeros, y puso de manifiesto la urgente necesidad de crear una milicia capaz de proteger a los cruzados y, sobre todo, a los peregrinos a Tierra Santa, y solicitó que el concilio deliberara sobre la constitución que habría que dar a dicha Orden.
Se encargó a San Bernardo, abad de Claraval, y a un clérigo llamado Jean Michel la redacción de una regla durante la sesión, que fue leída y aprobada por los miembros del concilio.
Tras el concilio de Troyes, Hugo II de Payns nombró a Payen de Montdidier Maestre Provincial de las encomiendas sitas en territorio francés y en flandes, y a Hugo de Rigaud Maestre Provincial para los territorios del Languedoc, la Provenza y los reinos cristianos hispánicos y tras ello, regresó a Jerusalén dirigiendo la Orden que el mismo había creado durante casi veinte años hasta su muerte en el año 1136 (el 24 de mayo según el obituario del templo de Reims), haciendo de ella una influyente institución militar y financiera internacional.
Un cronista del siglo XVI escribió que fue enterrado en la Iglesia de San Jaime de Ferrara.
No hay un retrato contemporáneo de él.

## Veneración
Un obituario de la Comandancia de Reims indica que los Caballeros Templarios celebraron su memoria el 24 de mayo, pero nada prueba que sea la fecha precisa de su muerte.
La escritora italiana Barbara Frale menciona en su libro: "Los templarios y la Sábana Santa", la posibilidad de que la cabeza barbada venerada por los Templarios, el Baphomet, podría ser en realidad la cabeza momificada o incorrupta de Hugo de Payns. Según la autora, los Templarios veneraban a su fundador en ciertas liturgias nocturnas con el culto propio de un santo (a pesar de que Hugo de Payns nunca fue canonizado). Este hecho, pudo incitar a Clemente V amonestarlos para que redujeran el culto a una devoción mucho más sobria y privada. Esto debido a que para la Iglesia católica, Hugo de Payns era simplemente un lego que había escogido el camino de la religión como tantos otros monjes y sacerdotes anónimos.
| Predecesor: "Creación de la Orden en 1120" | Gran maestre de la Orden del Temple 1118-1136 | Sucesor: Robert de Craon |